# Mékrou
Die Mékrou (Aussprache [meˈkʁuː]) ist ein Nebenfluss des Niger in den Staaten Benin, Burkina Faso und Niger.

## Geographie
Die Mékrou entspringt in Benin südöstlich von Natitingou im Departement Atakora. Sie durchfließt Richtung Nordosten das Departement Alibori. Dann bildet sie die Staatsgrenze Benins zu Burkina Faso und schließlich zu Niger, wo sie in den Fluss Niger mündet. Dabei durchquert sie den transnationalen Nationalpark W.
Der Flussverlauf ist von häufigen Richtungswechseln gekennzeichnet. Die Mékrou durchschneidet eine Karstlandschaft und weist zuletzt eine durchschnittliche Breite von 25 Metern auf. Ihr Einzugsgebiet beträgt 10.500 km². Der mittlere Abfluss liegt annähernd bei 920 Millionen m³/Jahr.
An der Mékrou wurden die Schlangenarten Puffotter (Bitis arietans), Weißlippen-Schlange (Crotaphopeltis hotamboeia) und Nördlicher Felsenpython (Python sebae) beobachtet.

## Hydrometrie
Durchschnittliche monatliche Durchströmung des Mékrou gemessen an der hydrologischen Station bei Barou in m³/s.

## Geschichte
Das Tal der Mékrou war bereits im Acheuléen besiedelt. Hier wurden frühe Nachweise für Metallurgie gefunden. Eiserne Stangen, Stichel und Ahlen – als Ganzes und Fragmente davon – gehören zu den häufigsten Fundstücken.